# Scomberomorus niphonius
Pour les articles homonymes, voir Scomberomorus et Thazard.
Espèce
Statut de conservation UICN

 DD  : Données insuffisantes
Scomberomorus niphonius, communément appelé en français par la FAO Thazard oriental, est un poisson de mer de la famille des Scombridae.

## Répartition
Scomberomorus niphonius se rencontre dans la partie nord-ouest de l'océan Pacifique, plus précisément dans les eaux subtropicales et tempérées de la Chine, de la mer Jaune et au nord de la mer du Japon. Cette espèce peut également apparaître dans le Sud de la Chine, près de l'île de Hainan. Cette espèce vit jusqu'à 200 m de profondeur.

## Description
La taille maximale connue pour Scomberomorus niphonius est de 113 cm et un poids maximal de 8,0 kg. Toutefois sa taille habituelle est d'environ 60 cm. Son espérance de vie peut aller jusqu'à 3 ans.